# Cố Quốc Xuyên Vương
Cố Quốc Xuyên Vương (Gogukcheonwang, ? – 197), trị vì từ năm 179 – 197. Ông là vị vua thứ 9 của triều đại Cao Câu Ly thời Tam Quốc Triều Tiên. Tên của ông là Cao (hay Giải) Nam Vũ [Go (hay Hae) Nammu]. 
Ông là con trai thứ hai của vua Tân Đại Vương – vị vua thứ 8 của Cao Câu Ly. Vốn người anh của ông, tức của trưởng của vua Tân Đại là Go Balgi được phong làm Thái tử. Nhưng Balgi mất sớm, Nam Vũ nhờ được sự ủng hộ của các đại thần, đã được vua cha phong làm Thái tử thay người anh đã mất. Ông lên ngôi Thái tử vào năm 176.
Sau khi Tân Đại Vương băng hà vào năm 179, Nam Vũ lên kế vị, tức là Cố Quốc Xuyên Vương. 1 năm sau (180), ông cưới Ưu Thị - con gái của U Jena-bu (1 đại thần có quyền thế trong triều) làm vợ, phong làm Hoàng hậu, để củng cố thêm sức mạnh cho mình, mong nhận được sự trung thành tận tụy của dòng họ Ưu (U). Khi vua Xuyên Vương lên ngôi, trúng lúc đó bọn quý tộc địa phương tranh chấp và đánh nhau, nhưng ngay sau đó đã bị quân triều đình trấn áp.
Năm 182, Cố Quốc Xuyên Vương cử con trai mình là hoàng tử Gye-su đem quân chống lại quân xâm lược nhà Hán. Quân Cao Cấu Ly của hoàng tử đã đánh vào vùng Liêu Đông của nhà Hán, bắt sống được quan Trấn thủ nơi đó. Tuy nhiên, thế quân Hán vẫn rất mạnh, nên năm 184, Xuyên Vương phải thân chinh đi đánh quân Hán. Năm 191, vua mở kỳ thi tuyển chọn nhân tài, kết quả đã chọn được rất nhiều những người tuyển vào quan chức có tài, trong đó giỏi nhất là Eul Pa.
Theo trong Tam quốc sử ký, một lần, vào năm 194, Cố Quốc Xuyên Vương đi săn, rồi ghé đến 1 ngôi làng. Ông nhìn thấy dân chúng nơi đó nghèo đói xác xơ, người ta giành miếng ăn, khổ cực lắm. Ngài động lòng thương, bèn hạ lệnh cấp lương thực và quần áo cho họ. Sau đó, vua mới ngộ ra rằng dân chúng của mình nhiều nơi vẫn còn khổ cực. Là 1 vị vua có trách nhiệm, sau chuyện đó, ông ban nhiều chính sách cải cách nông nghiệp, ra sức cải thiện cho đời sống của nhân dân.
Cũng năm 194, ông lập ra hệ thống Jindaebup là nơi để dân chúng vay tiền và hạt giống. Nếu vay tiền vào việc làm ăn thì sau này phải trả lại, còn như vay vào việc tang chế thì không phải trả. Còn hạt giống thì cho dân chúng vay từ tháng 3 đến tháng 7 để gieo trồng, đến tháng 10 khi thu hoạch rồi thì trả lại. 
Năm 197, Cố Quốc Xuyên Vương băng hà. Em trai ông nối ngôi, tức là Sơn Thượng Vương.